# فرودگاه منطقه‌ای کینستون
فرودگاه منطقه‌ای کینستون (به انگلیسی: Kinston Regional Jetport) (به زبان بومی: Stallings Field) یک فرودگاه همگانی با کد یاتا ISO است که یک باند فرود آسفالت دارد و طول باند آن ۳۵۰۵ متر است. این فرودگاه در کشور ایالات متحده آمریکا قرار دارد و در ارتفاع ۲۸٫۷ متری از سطح دریا واقع شده است.